# Црни лук
Црни лук (црвени лук, лук (обични); лат. Allium cepa) је двогодишња зељаста биљка из рода Allium.‍:21 Узгаја се као поврће које се користи у људској исхрани за припрему разних салата и као зачин.  То је зељаста двогодишња биљка из породице љиљана пореклом из јужне Азије, али се и данас гаји широм света. Спада међу најотпорније и најстарије врсте баштенског поврћа. Црни лук има кугласту цваст, зеленкастобелих цветова на једној или више стабљика без листова. Основа листа шири се и образује подземну, јестиву луковицу. Црни лук има оштар укус, пошто садржи етерично уље богато сумпором, од гуљења или сецкања очи могу да сузе. Црни лук може бити разних величина, облика, боја и љутине. Мада има мало стандардних храњивих састојака, цени се због ароме. За црни лук тврдило се да лечи прехладу, ухобољу и ларингитис, а коришћен је и за лечење од животињских уједа, опекотина и брадавица; попут његовог блиског сродника, белог лука, проучава се и због других могућих повољних својстава.

## Композиција

### Нутријенти
Већина сорти лука састоји се од око 89% воде, 9% угљених хидрата (укључујући 4% шећера и 2% дијеталних влакана), 1% протеина и занемарљивог удела масти (табела). Лук садржи мале количине есенцијалних хранљивих материја и има енергетску вредност од 166 kJ (40 килокалорија) у количини од 100 g (3,5 oz). Лук даје пикантан укус јелима без значајног калоричног садржаја.

### Фитохемикалије
Постоје значајне разлике између сорти лука у фитокемијском садржају, посебно у погледу полифенола, при чему љутика има највиши ниво, шест пута већу количину у односу на лук Видалија. Жути лук има највећи укупни садржај флавоноида, количину 11 пута већу него у белом луку. Црвени лук има значајан садржај антоцијанских пигмената, при чему је идентификовано најмање 25 различитих једињења која представљају 10% укупног садржаја флавоноида.
Полифеноли лука су предмет базних истраживања чији је циљ да се утврде њихова могућа биолошка својства код људи.
Неки људи пате од алергијских реакција након руковања луком. Симптоми могу укључивати контактни дерматитис, интензиван свраб, ринокоњунктивитис, замагљен вид, бронхијалну астму, знојење и анафилаксију. Алергијске реакције се можда неће јавити када се конзумира кувани лук, вероватно због денатурације протеина током кувања.

### Иритација очију
Свеже исечен лук често изазива пецкање у очима људи у близини, а често и неконтролисане сузе. Ово је узроковано ослобађањем испарљиве течности, syn-пропанетијал-S-оксида и његовог аеросола, који стимулише нерве у оку. Овај гас се производи ланцем реакција које служе као одбрамбени механизам: сецкање црног лука узрокује оштећење ћелија које ослобађају ензиме зване алијинске линазе. Они разграђују сулфоксиде аминокиселина и стварају сулфенске киселине. На специфичну сулфенску киселину, 1-пропенсулфенску киселину, брзо делује други ензим, синтаза сузног фактора (LFS), производећи syn-пропанетијал-S-оксид. Овај гас дифундује кроз ваздух и убрзо стиже до очију, где активира сензорне неуроне. Сузне жлезде производе сузе да разблаже и исперу иритант.
Иритација ока се може избећи сечењем лука под текућом водом или потапањем у посуду са водом. Остављање корена нетакнутог такође смањује иритацију јер база лука има већу концентрацију једињења сумпора од остатка луковице. Хлађење лука пре употребе смањује брзину реакције ензима, а коришћењем вентилатора може се одувати гас из очију. Што чешће особа сецка лук, то мање има иритацију очију.
Количина ослобођене сулфенске киселине и сузног фактора и ефекат иритације се разликују међу Allium врстама. Године 2008, Новозеландски институт за истраживање усева и хране је генетском модификацијом створио „безсузни” лук у коме је онемогућена синтеза сузног фактора у луку. Једна студија сугерише да потрошачи преферирају укус лука са нижим садржајем LFS. Пошто овај процес отежава биљно преузимање сумпора, неки сматрају да је LFS-лук лошији по укусу.
Метода за ефикасно разликовање LFS− и LFS+ лука је развијена на основу масене спектрометрије, са потенцијалном применом у производњи великог обима; гасна хроматографија се такође користи за мерење сузног фактора у луку. Почетком 2018. године, Бајер је објавио први принос комерцијално доступног лука без LFS под називом „Санјонс“. Тај лук је производ 30 година укрштања; генетска модификација није коришћена.
Петиверија и Allium siculum садрже сличан сузни фактор. Синтетички фактор сузења лука коришћен је у студији везаној за производњу суза, и предложен је као несмртоносно средство одвраћања од лопова и упадача.

## Галерија
- Луковица црног лука
- Лист црног лука
- Стабло и цваст црног лука